# دیماش قودای‌برگن
دین‌مخمد قاناتولی قودای‌برگن (قزاقی: Дінмұхаммед Қанатұлы Құдайберген، قزاقی کهن: دین‌مخمد قانات‌اوغلی خدای‌برگن) زادهٔ ۲۴ مهٔ ۱۹۹۴، که با نام هنری دیماش قودای‌برگن (قزاقی: Димаш Құдайберген)شناخته می‌شود، خواننده و آهنگساز، ترانه‌سرا و نوازنده اهل قزاقستان است. او در دانشگاه در موسیقی کلاسیک و همچنین موسیقی معاصر آموزش دیده‌است، و به خاطر گستره صوتی وسیع خود شناخته شده‌است. او ترانه‌هایی به پانزده زبان اجرا کرده‌است.
پدر و مادر او هر دو، از هنرمندان محبوب قزاقستان هستند. او سال ۲۰۱۵ میلادی برندهٔ «جشنوارهٔ بین‌المللی هنر» در شهر ویتبسک بلاروس شد. در همان سال، لقب رسمی «هنرمند محبوب» (قزاقی: Халықтың сүйіктісі) را در قزاقستان از آنِ خود کرد و «دیپلم افتخار ریاست جمهوری قزاقستان» را از دستان رئیس‌جمهور این کشور، بابت نقش سازنده‌اش در وحدت و همدلی ملت قزاقستان دریافت داشت.
او همچنین در مسابقات آواز «سینگر ۲۰۱۷» در چین به عنوان جوان‌ترین شرکت کننده تاریخ مسابقات، حضور پیدا کرد و به مقام دوم دست یافت.

## اوایل زندگی
دیماش قودای‌برگن در ۲۴ مه ۱۹۹۴ در آق‌تپه به‌دنیا آمد. پدرش کنات قودای‌برگن‌اوغلی آیتبایف در گذشته مدیر «هیئت توسعه فرهنگ منطقه‌ای آکتوبه» بود. مادرش سوتلانا آیتبایوا خواننده سوپرانو «انجمن فیلارمونیک آق‌تپه» و همچنین عضو کمیته دائمی توسعه اجتماعی و فرهنگی و مدیر هنری استودیوی کودکان ساز (saz) در منطقه آق‌تپه است.
دیماش در خانواده‌ای اهلِ موسیقی بزرگ شد و پدربزرگ و مادربزرگش نقش مهمی در تربیت او داشتند که عمدتاً بر پایهٔ آداب و رسوم سنتی قزاق بود.
وی در سنین جوانی شروع به آوازخواندن و نواختن پیانو کرد. اولین حضور او بر روی صحنه، در سن دو سالگی و در نقشی فرعی در یک تئاتر محلی بود. او در خانه به آلات موسیقی علاقه نشان داد و والدین و معلم موسیقی‌اش متوجه شدند که او دارای استعداد و «گوش موسیقی» (Absolute pitch) است. او در سن پنج سالگی در کلاس‌های پیانو و آواز در «استودیوی کودکان» در دانشکدهٔ محلی موسیقی شرکت کرد و نخستین بار در سن پنج سالگی شروع به آوازخوانی نمود. او همچین در سن شش سالگی در سال ۲۰۰۰ برنده یک مسابقه ملی پیانو شد.

## تحصیلات
در سن پنج سالگی، دیماش به کلاس‌های درس‌های پیانو و آواز در استودیوی کودکان «دانشکدهٔ موسیقی آخمت ژوبانوف» در آق‌تپه رفت. او بعدها به تحصیل در جیمنیزیوم شمارهٔ ۳۲ در آق‌تپه پرداخت. او تحصیلات خود را در کلاس پیشرفته موسیقی برادوی در سال ۲۰۰۹ به اتمام رساند. پس از آن در سال ۲۰۱۴، در رشته موسیقی کلاسیک با گرایش آواز (بل کانتو) از «هنرستان موسیقی دانشگاه ژوبانوف» در آق‌تپه فارغ‌التحصیل شد و سپس تحصیلات خود را در رشته موسیقی معاصر (جاز، پاپ) در «دانشگاه ملی هنر قزاقستان» در نورسلطان آغاز کرد که در ۲۷ ژوئن ۲۰۱۸ در رشته آواز از آنجا فارغ‌التحصیل شد. دیماش در ۱۸ ژوئن ۲۰۲۰ با دفاع از پایان‌نامه فوق لیسانس خود با دریافت نمره کامل و همچنین دریافت توصیه نامه برای پذیرش در مقطع دکتری موسیقی از همان دانشگاه با مدرک فوق لیسانس آهنگسازی فارغ‌التحصیل شد.
دیماش هفت ساز می‌نوازد: پیانو، کیبورد، دمبوره، درام، گیتار، ماریمبا و بیان.
او به زبان قزاقی و روسی صحبت می‌کند و در حال یادگیری انگلیسی و ماندارین است. او ترانه‌هایی را به ۱۵ زبان اجرا کرده‌است: قزاقستانی، روسی، انگلیسی، ماندارین، ایتالیایی، فرانسوی، اسپانیایی، آلمانی، صربی، ترکی، سیسیلی، اوکراینی، قرقیزی، عربی و ژاپنی.

## وسعت صدا
دیماش به‌واسطهٔ دامنه صوتی بسیار گسترده و وسیع خود شهرت دارد. دامنه صدای او شش اکتاو و دو نیم‌پرده است. از C2 تا C6 تا F#6 و سرانجام D8 که به ترتیب نشانه‌دهندهٔ بم‌ترین صدا هنگام آواز (صدای ته‌گلویی)، زیرترین صدا هنگام اوج تحریرها، زیرترین صدا فالستو (صدای زیر هنگام جیغ) و سرانجام زیرترین صدا در گستره صوتی سوت است.
دیماش در چندین سبک موسیقی مختلف آواز می‌خواند: سبک اصلی او موسیقی تلفیقی کلاسیک است، اما در سبک‌های موسیقی کلاسیک (بل‌کانتو)، پاپ، فولکلور و موسیقی ملل هم آثاری اجرا کرده‌است. او از مؤلفه‌های موسیقی و سبک‌های آوازی و تکنیک‌های گوناگونی در سبک‌های موسیقی مختلف استفاده می‌کند که از جمله می‌توان به جاز، راک (جیغ و صفیر)، موسیقی نمایشی و رپ اشاره نمود.
وی همچنین بابت گستره صوتی سوت،  و «صدای سر» شهرت دارد. (گسترهٔ بالای صدای انسان که لرزش آن در سر و سوراخ‌های بینی حس می‌شود)

## فعالیت‌های دیگر

### مدلینگ
دیماش برای برخی برندهای مُد و مجلات مد و سبک زندگی مدلینگ انجام داده‌است. عکس او بر روی جلد مجلاتی همچون منز هلث، ساوثرن متروپلیس، استارباکس، ایزی، لوفیسیل اوم، آیوی‌پلام، شیک، شیک نوجوانان و اِل چاپ شده‌است. مجموعه عکس‌هایی از او در مجلهٔ کازموپالیتن، اونلی‌لیدی و همچنین ویدئوهایی از او در تبلیغات ال‌شاپ و کاسموپولیتن منتشر شده‌است.

### بازیگری
دیماش در چندین سریال تلویزیونی چینی و روسی بازی کرده‌است.

## آلبوم‌ها
| آلبوم‌های موسیقی | آلبوم‌های موسیقی | آلبوم‌های موسیقی |
| سال             | عنوان           | ترانه‌ها |
| --------------- | --------------- | --- |
| ۲۰۱۹            | iD              | فهرست ترانه‌ها 1. جنگ و صلح 2. تاج 3. بگذار اینگونه باشد 4. مادر مهتاب 5. به من عشق بورز 6. فریاد 7. دراز بکش 8. عشقت را به من بده 9. دلتنگت هستم 10. اگر دیگر زنده نباشم 11. فریاد (ریمیکس) 12. تنها تو 13. عشق را دورباره آغاز کن 14. افیانوسی ورای زمان 15. نمی‌توانستم رها کنم |

| آلبوم چندآهنگه | آلبوم چندآهنگه  | آلبوم چندآهنگه | آلبوم چندآهنگه                                     |
| سال            | عنوان           | زبان           | ترانه‌ها                                            |
| -------------- | --------------- | -------------- | -------------------------------------------------- |
| ۲۰۱۶           | دیماش قودای‌برگن | قزاقی          | ۱. گرامیداشت تو ۲. زیبای من ۳. دایدیدائو ۴. وطن من |